# 第七天国 (1937年の映画)
『第七天国』（だいななてんごく/だいしちてんごく、Seventh Heaven）は、1937年のアメリカ合衆国の恋愛映画。
オースティン・ストロングの戯曲『Seventh Heaven』の1927年に映画化された映画「第七天国 (1927年の映画)」の再映画化である。
ヘンリー・キングが監督、シモーヌ・シモンとジェームズ・ステュアートが主演している。

## キャスト
- ディアーヌ: シモーヌ・シモン
- チコ: ジェームズ・ステュアート
- シェヴィヨン: ジーン・ハーショルト
- ナナ: ゲイル・ソンダガード - ディアーヌの姉。

## 製作
チコ役はタイロン・パワー、シェヴィヨン役はドン・アメチーだったが、両者ともに『恋は特ダネ（別題：狙はれたお嬢さん）』への出演が決まって降板、シェヴィヨン役は一旦ジョン・キャラダインに決まったが、最終的にはジーン・ハーショルトとなった。